# Kyohei Maeyama
Kyohei Maeyama (født 10. december 1987) er en japansk fodboldspiller, som spiller for den japanske fodboldklub Blaublitz Akita.